# Специјални резерват природе Мојстирско-Драшке планине
Специјални резерват природе Мојстирско-Драшке планине налази се у југозападном делу Републике Србије, на територији општине Тутин, која припада Рашком управном округу. Површина резервата је 10.822 хектара. На овом простору забележен је богат диверзитет флоре и фауне, са бројним заштићеним, ретким и угроженим врстама. Уредбом Владе Републике Србије над овим подручјем је 2024. године утврђен режим заштите првог, другог и трећег степена.

## Положај
Мојстирско-Драшке планине у орографском смислу припадају крајњем североисточном делу Проклетија, односно геотектонски унутрашњим Динаридима. Налазе се у југозападном делу Републике Србије. Према административној подели територија природног добра припада Рашком управном округу. Овај простор карактеришу специфични геоморфолошки, геолошки, хидрогеолошки, хидролошки и климатски феномени, карактеристична физиономија пејзажа као и добро очуван традиционални, изворни и аутохтони начин живота.

## Флора и фауна
Специјални резерват природе Мојстирско-Драшке планине стављен је под заштиту је у циљу заштите и очувања јединственог комплекса станишта. На простору резервата регистровано је око 2500 биљних врста, међу којима ендемичне врсте представљају посебну карактеристикуовог подручја и од великог су значаја за сагледавање историјског развоја биљног света ове области. На простору Мојстирско-Драшких планина утврђено је присуство 51 биљног таксона који се убраја у ендемске врсте Балканског полуострва. Једну од највећих вредности овога подручја чине шуме смрче, јеле и букве, које су једне од најраспрострањенија шумских заједница на овом подручју.
На основу досадашњих истраживања, на простору Мојстирско-Драшких планина eвидeнтирaнo је 124 врсте птица, што представља 36% укупног диверзитета птица у Србији, и пoрeд чињeницe дa нa овом подручју нeмa вeћих вoдeних стaништa кoja пo прaвилу прaти вeликa рaзнoврснoст птицa. Нajвeћи дeo eвидeнтирaних врстa птицa имају статус гнeздaрица или вероватних гнездарица, укупно 116 врста, a 8 врста нису гнездарице овог подручја и виђaју се редовно током целе године или сaмo тoкoм сeoбe, зимовања и лутања.
Међу представницима водоземаца и гмизаваца Мојстирско-Драшких планина среће се велики број врста које насељавају изузетно мала подручја. Од укупно 45 врста ове групе који наа подручју целе Србије, на простору Мојстирско-Драшких планина забележено је присуство око 20 врста. Још једна карактеристика везана за ове две групе је и то да се неке врсте могу наћи само на јако малом простору и нигде више у Србији. Такав случај је са планинским шарганом (Vipera ursinii). Ова врста се некада распростирала на много већем простору, али сада се може срести само на обронцима Шар планине и Мојстирско-Драшких планина. Од других битних врста са аспекта заштите за високопланински регион карактеристична је шарка (Vipera berus), а у нижим деловима среће се поскок (Vipera ammodytes).
На подручју Мокре горе је до сада регистровано присуство најмање 41 врсте сисара. Овом броју треба придодати и врсте које припадају реду слепих мишева (Chiroptera), чије је присуство у Србији још увек недовољно истражено, па се за сада може говорити о 12 врста чије је присуство утврђено на овом подручју. Занимљив је и податак да је овај резерват станиште за више од 60% популације медведа у Србији.
У односу на укупан број од 24 забележене врсте риба у Ибру и притокама узводно од акумулације Газиводе до границе са Црном Гором, на територији Специјалног резервата природе Мојстирско-Драшке планине евидентирано је 12 врста. У самој акумулацији је присутно 16 врста, од чега су само четири врсте присутне и у водотоцима: кедер (Alburnus alburnus), поточна мрена (Barbus meridionalis), клен (Leuciscus cephalus) и Кеслерова кркуша (Romanogobio kesslerii). На планинским врховима Мојстирско-драшких планина постоје такође и бројни извори воде.

## Заштита
Поступак заштите Специјалног резервата природе Мојстирско-Драшке планине покренут је септембра 2018. године, а окончан у новембру 2024. године, када је Влада Републике Србије усвојила Уредбу о проглашењу новог заштићеног подручја, па су Мојстирско-Драшке планине постале специјалан резерват природе. Ревизијом заштите раније проглашених природних добара, у обухвату Специјалног резервата природе Мојстирско-Драшке планине су и строги природни резрвати који према званичним документима припадају еколошки значајном подручју под редним бројем 100 – Проклетије.
На подручју Специјалног резервата природе Мојстирско-Драшке планине утврђен је режими заштите I, II и III степена.
Режим заштите I степена, укупне је површине 938,19 ha, односно 8,67% површине резервата, целокупно је у државној својини. Под овим режимом заштите, у оквиру Специјалног резервата природе Мојстирско-Драшке планине, налазе се и:
- Строги природни резерват Поглед (територија насеља Драга, заштићен 1980),
- Строги природни резерват Белег (на самој граници са Црном Гором,[7] заштићен 1980) и
- Строги природни резерват Каљавица (територија насеља Западни Мојстир).

Режим заштите II степена, укупне је површине 7.594,28 hа, односно 70,17% површине Специјалног резервата природе „Мојстирско-Драшке планинеˮ, од чега је већи део у приватној својини.
Режим заштите III степена, укупне је површине 2.289,88 ha, односно 21,16%, површине Специјалног резервата природе „Мојстирско-Драшке планинеˮ, обухвата преостали део заштићеног подручја који није обухваћен режимом заштите I и II степена.
Резерват је поверен на управљање Јавном предузећу „Србијашуме”.

## Занимљивости
У време Краљевине Југославије на простору данашњег Специјалног резервата природе Мојстирско-Драшке планине постојала је прва жичара у овом делу Србије, којом су трупци спуштани до Ибра, а одатле сплавовима према Косовској Митровици.